# Hülben
Hülben es un municipio situado en el distrito de Reutlingen, en el estado federado de Baden-Wurtemberg (Alemania). Tiene una población estimada, a fines de marzo de 2023, de 3127 habitantes.
Está ubicado en el centro del estado, en la región de Tubinga, en la zona montañosa del Jura de Suabia y entre los ríos Neckar —al norte— y Danubio —al sur—.